# Yoandy Leal
Yoandy Leal Hidalgo (Havana, 31 de agosto de 1988) é um jogador de voleibol cubano, naturalizado brasileiro, que atua na posição de ponteiro e defende atualmente o Gas Sales Bluenergy Piacenza.

## Carreira

### Ciudad Habana
Leal começou sua carreira profissional no Ciudad Habana na temporada 2006–07 e onde ficou até sair da ilha na temporada 2010–11.

### Cruzeiro
Na temporada 2016–17, competiu pelo clube brasileiro Sada Cruzeiro, e conquistou o título do Campeonato Mineiro de 2016 e o título da Supercopa Brasileira de 2016.
Em 2017, disputou a Copa Brasil, que foi realizada na cidade de Campinas, ocasião que avançou as semifinais e nesta fase ocorreu a eliminação, também sagrou-se tetracampeão da edição do Campeonato Sul-Americano de Clubes de 2017, sediado na cidade de Montes Claros.
Renovou com o Sada Cruzeiro para as competições do período 2017–18. Na pré-temporada disputou a edição do Desafio Sul-Americano de Vôlei em San Juan conquistando o título, também alcançando o bicampeonato do Campeonato Mineiro de 2017 e o bicampeonato também na edição da Supercopa Brasileira de Vôlei de 2017 e conquistou nesta mesma temporada o título da Copa Brasil de 2018 em São Paulo.
Também em 2018, conquistou a medalha de ouro na edição do Campeonato Sul-Americano de Clubes, realizada novamente na cidade de Montes Claros em Minas Gerais, e foi premiado como o melhor jogador da competição.
Após seis anos e 25 títulos, Leal deixou Cruzeiro e rumou à Itália.
Estou muito agradecido por ter feito parte do Sada Cruzeiro durante seis anos. A trajetória aqui foi muito produtiva. Fico muito satisfeito por jogar sempre na frente desses torcedores que estiveram junto comigo o tempo todo. Hoje foi meu último jogo frente a torcida e junto com meus companheiros e daqui a pouco vai dar um pouco de tristeza, mas uma coisa é certa: vou ter todos para sempre no meu coração.
— Leal, em entrevista.

### Civitanova
O Lube Civitanova da Itália anunciou em 21 de maio de 2018 a contratação de Yoandy Leal para temporada 2018–19. Leal tem 29 anos, 2.01 de altura e desde de 2012 defendia o Sada Cruzeiro.
Depois de três temporadas, Leal encerrou o seu ciclo no Lube Civitanova da forma como sempre fez no clube italiano, em 2018: no lugar mais alto do pódio.

Estou muito feliz. Temos uma equipa muito boa. Somos um bom grupo, uma família. Merecemos muito essa vitória, depois de uma temporada de altos e baixos. Mas continua sendo o campeonato mais bonito do mundo. O que ganhei nesses três anos na Lube foi meu objetivo desde o início. Lamento ter concluído esta temporada, principalmente no período do playoff, com um momento complicado para mim com o teste positivo para o covid-19. Dedico esta vitória a todas as pessoas que a tornaram especial.— Leal, em entrevista ao fim de sua passagem no Lube.

### Modena
O Modena Volley confirmou em 8 de junho de 2021, a contratação de Yoandy Leal. O clube oficializou a assinatura do contrato do jogador por três temporadas.
Leal tinha um contrato até 2024 com Modena, mas o processo de venda do controle acionário e uma diminuição do orçamento acelerou a saída dele.
No mesmo dia em que foi anunciado como novo reforço do Piacenza, Leal atacou o Modena.
| “                             | Minha lesão foi tratada superficialmente e diminuída a tal ponto que eles alegaram que eu poderia continuar jogando e que, se eu não jogasse, era por vontade própria. Em toda a minha carreira nunca recuei de desafios. Sempre quis participar na linha de frente, porque para o bem ou para o mal, nunca abandonei meus companheiros. Então, a última das minhas intenções era não jogar. Quem me conhece sabe o quanto eu sofri por essa minha impossibilidade. | ” |
| — Yoandy Leal, em rede social | |   |

### Piacenza
Alto investimento e mudança de patamar. Assim foi o planejamento do Gas Sales Bluenergy Piacenza para a temporada 2022–23, daí uma das maiores contratação foi a de Leal.

## Seleção cubana
Em 2007, Leal estreou na seleção cubana, quando jogou o torneio do Campeonato Mundial Sub-21 de 2017.
Em 2010, aconteceu a sua última participação na seleção adulta cubana, quando ele jogou o Campeonato Mundial, e conquistou a medalha de prata, onde Cuba perdeu a final para a Seleção Brasileira.
Deixou Cuba e a seleção após o mundial. As razões fundamentais que o levaram a forçar sua saída da seleção foi a falta de atenção aos atletas e a remuneração econômica ineficiente.
| “                                        | Foi uma decisão extremamente difícil, pensei muito nisso. As razões, em essência, são as mesmas que levam todos os jogadores cubanos a deixar a Ilha. Em geral, a falta de atenção aos atletas e a remuneração econômica ineficiente de acordo com nossos triunfos acabam nos deprimindo. Mas minha separação em particular também foi condicionada pelo meu relacionamento polêmico com Orlando Samuels, DT da seleção de Cuba, que nunca confiou em mim, sempre negou meu talento e disse que eu não tinha qualidade suficiente para estar naquele elenco. Com esse acúmulo de coisas, não tive escolha, tive que ir embora. | ” |
| — Leal, em entrevista ao sítio Cuba News | |   |

## Seleção brasileira
Desde 2012, trabalhando no Brasil, Leal se naturalizou como brasileiro, no fim de 2015. Em 2017, a Confederação Brasileira de Voleibol (CBV) enviou uma documentação para a Federação Internacional de Voleibol (FIVB) para que a mesma liberasse o atleta para defender a Seleção Brasileira. Em maio de 2017, a FIVB liberou. Desta forma, a partir de então, já começa o período de "carência" de dois anos para que ele possa defender a Seleção Brasileira.
Em 2021, integrou como jogador titular da Seleção Brasileira, durante as disputadas dos Jogos Olímpicos de Verão de 2020, na cidade de Tóquio no Japão. Durante a disputa pela vaga da semifinal pela disputa do ouro, a equipe brasileira infelizmente acabou perdendo para a Seleção do Comitê Olímpico Russo pela segunda e última vez nas disputas de Tóquio 2020, sendo a primeira durante a fase de grupos. Devido a isso, foram enviados para a disputa pela medalha de bronze, onde a Seleção Brasileira acabou infelizmente perdendo para a Seleção Argentina, ficando fora do pódio e acabando no 4ª lugar geral da competição.
A Seleção Brasileira foi convocada em 26 de julho de 2022 para o Campeonato Mundial de 2022, que foi disputado na Polônia e na Eslovênia, entre os dias 26 de agosto e 11 de setembro e Leal foi mais uma vez convocado para integrar o selecionado brasileiro.
Pouco mais de um ano após de perder a disputa pelo bronze nas Olimpíadas de Tóquio, a Seleção Brasileira bateu a Argentina em Gliwice, na Polônia. Em 3 sets a 1, parciais 25–16, 23–25, 25–22 e 25–21, a equipe se garantiu entre as quatro melhores da competição e Leal que fez sua melhor competição com a camisa do Brasil, fez, também, seu melhor jogo pela equipe. Saiu de quadra com 25 pontos, deixando sua marca em todos os fundamentos.
Na semifinal o Brasil perdeu para Polônia, em um jogo decidido nos detalhes no quinto set. Bruninho entrou bem no quarto set, colocou o Brasil perto da vitória, mas alguns erros de Leal, até então melhor da seleção no torneio, acabaram definindo a partida. Já na decisão de terceiro lugar o Brasil venceu com ótimo desempenho de Wallace e Leal.

## Títulos
Sada Cruzeiro
- Campeonato Mineiro:  2012, 2013, 2014, 2015, 2016, 2017
- Supercopa Brasileira: 2015, 2016, 2017
- Copa Brasil: 2014, 2016, 2018
- Campeonato Brasileiro: 2013–14, 2014–15, 2015–16, 2016–17, 2017–18
- Torneio Internacional de Irvine: 2014
- Campeonato Sul-Americano: 2014, 2016, 2017, 2018
- Campeonato Mundial de Clubes: 2013, 2015, 2016

Civitanova
- Campeonato Italiano: 2018–19, 2020–21
- Copa Itália: 2019–20, 2020–21
- Liga dos Campeões: 2018–19
- Campeonato Mundial de Clubes: 2019

Gas Sales Piacenza
- Copa Itália: 2022–23

## Premiações individuais
- 2010: Liga Mundial — Melhor sacador
- 2013: Campeonato Brasileiro — Melhor atacante
- 2013: Campeonato Mundial de Clubes — Melhor ponteiro
- 2014: Campeonato Brasileiro — Melhor atacante
- 2014: Campeonato Sul-Americano de Clubes — Melhor ponteiro
- 2015: Campeonato Brasileiro — Melhor jogador
- 2015: Campeonato Sul-Americano de Clubes — Melhor ponteiro
- 2015: Campeonato Mundial de Clubes — Melhor jogador
- 2016: Campeonato Brasileiro — Melhor jogador
- 2016: Campeonato Sul-Americano de Clubes — Melhor jogador
- 2017: Campeonato Mundial de Clubes — Melhor ponteiro
- 2017: Campeonato Brasileiro — Melhor atacante
- 2017: Campeonato Sul-Americano de Clubes — Melhor ponteiro e melhor jogador
- 2017: Campeonato Mundial de Clubes — Melhor ponteiro
- 2018: Campeonato Sul-Americano de Clubes — Melhor ponteiro
- 2018: Campeonato Brasileiro — Melhor atacante e melhor jogador
- 2019: Campeonato Sul-Americano de Clubes — 2º Melhor ponteiro
- 2019: Torneio Hubert Jerzeg Wagner — MVP
- 2021: Liga das Nações — Melhor atacante
- 2022: Campeonato Mundial — Melhor atacante[30]
- 2023: Copa Itália — MVP